# Faisceau de droites
En géométrie projective, un faisceau de droites d'un plan projectif est la famille de toutes les droites passant par un point. 
En géométrie affine, on distinguera un ensemble de droites parallèles (le point commun est à l'infini) et un ensemble de droites passant par un point.
On peut également définir dans un espace affine de direction {\displaystyle {\overrightarrow {E}}}, un faisceau d'hyperplans comme une famille d'hyperplans, de rang deux.
Ainsi il existe deux hyperplans {\displaystyle H_{1}} et {\displaystyle H_{2}} d'équation {\displaystyle f_{1}(M)=0} et {\displaystyle f_{2}(M)=0} tels que tout hyperplan du faisceau ait une équation de la forme  {\displaystyle (\lambda f_{1}+\mu f_{2})(M)=0.} On parle alors d'un faisceau de base {\displaystyle H_{1}} et {\displaystyle H_{2}}. 

## Dans la géométrie euclidienne

### Cas parallèle
On appelle faisceau impropre de droites le cas dans lequel un faisceau de droites forme un ensemble de droites parallèles soit avec un même coefficient angulaire.
Si {\displaystyle H_{1}} et {\displaystyle H_{2}} ont la même direction ({\displaystyle \ker \phi ,\,\,\phi } étant une forme linéaire sur {\displaystyle {\overrightarrow {E}}}), il en sera de même de {\displaystyle H}.  
Réciproquement, tout hyperplan de direction {\displaystyle \ker \phi } admet une équation de la forme {\displaystyle (\lambda f_{1}+\mu f_{2})(M)=0.}
En effet, on aura par exemple {\displaystyle f_{1}(M)=\phi ({\overrightarrow {OM}})+a,\quad f_{2}(M)=\phi ({\overrightarrow {OM}})+b,\quad f(M)=\phi ({\overrightarrow {OM}})+c} où {\displaystyle a,b,c\in \mathbb {R} .} Mais il existe toujours {\displaystyle \lambda \in \mathbb {R} } tel que {\displaystyle c=\lambda a+(1-\lambda )b} d'où il résulte {\displaystyle f=\lambda f_{1}+(1-\lambda )f_{2}}.

### Cas sécant
On appelle faisceau propre de droites, le cas dans lequel un faisceau de droites forme un ensemble de droites sécantes en un même point.
Si les parties linéaires de {\displaystyle f_{1}} et {\displaystyle f_{2}} ne sont pas proportionnelles, {\displaystyle H_{1}\cap H_{2}} est de dimension n-2. Tout hyperplan contenant {\displaystyle H_{1}\cap H_{2}} appartient alors au faisceau de base {\displaystyle H_{1},H_{2}}.
Soit en effet {\displaystyle \ker \phi _{1}}, {\displaystyle \ker \phi _{2}}, {\displaystyle \ker \phi } les directions respectives de {\displaystyle H_{1},H_{2},H}. Comme {\displaystyle \ker \phi _{1}\cap \ker \phi _{2}\subset \ker \phi }, on a {\displaystyle \phi =\lambda \phi _{1}+\mu \phi _{2}.}
(On peut prouver ce résultat d'algèbre linéaire en considérant l'application qui à {\displaystyle u\in {\overrightarrow {E}}} associe le triplet {\displaystyle (\phi _{1}(u),\phi _{2}(u),\phi (u))\in \mathbb {R} ^{3}}; son noyau est de dimension n-2 donc elle est de rang 2 d'après le théorème du rang. Ainsi {\displaystyle \phi _{1},\phi _{2},\phi } sont liés et comme {\displaystyle \phi _{1},\phi _{2}} sont indépendants le résultat en découle.)

### Cas particuliers
C'est bien entendu le cas des droites parallèles dans le plan, celui des droites passant par un point (défini comme intersection de deux droites qui fournissent alors une base de ce faisceau).
C'est encore le cas des plans parallèles de l'espace ou des plans contenant une droite donnée (définie comme intersection de deux plans qui fournissent une base du faisceau).

### Application élémentaire
Soient les droites d'équation {\displaystyle 2x+3y-1=0} et {\displaystyle x+2y+2=0} ; soit {\displaystyle A\,} leur point d'intersection. Trouver l'équation de la droite passant par {\displaystyle A} et le point {\displaystyle (1,-2)}.
La droite cherchée appartient au faisceau des droites passant par {\displaystyle A.}
Son équation est de la forme {\displaystyle \lambda (2x+3y-1)+\mu (x+2y+2)=0.} Elle passe par {\displaystyle (1,-2)} si et seulement si {\displaystyle -5\lambda -\mu =0}. On peut prendre {\displaystyle \lambda =1} et {\displaystyle \mu =-5}
d'où l'équation cherchée
{\displaystyle 3x+7y+11=0.}